# Panaeolus papilionaceus
Panaeolus papilionaceus (Bull.) Quél., 1872 è un fungo basidiomicete.

## Etimologia
Dal latino papilionaceus = a forma di farfalla.

## Descrizione
La colorazione del cappello può variare dal grigio cenere al nerastro, talora con sfumature verdagnole. Il gambo sfuma dal biancastro al grigio scuro, procedendo dall'alto verso il basso. Le lamelle sono dapprima grigie e successivamente nerastre, variamente maculate di bianco.

### Cappello
Il cappello, molto esile e fragile e di colore nocciola o bruno-cenere o un po' verdastro, è di forma conico-campanulata, più scuro al centro e con margine biancastro e festonato.Spesso screpolato con tempo secco. 

### Gambo
Il gambo, alto 4-8 cm, è alquanto esile e affusolato, cilindrico, concolore al cappello, cavo, con superficie piuttosto fioccosa e con un diametro di 1,5-2,5 cm.

### Lamelle
Le lamelle sono larghe, arrotondate, fitte, picchiettate di grigio nerastro su fondo grigio chiaro, annesse al gambo, con margine bianco.

### Carne
La carne è sottile, grigiastra e inconsistente. L'odore è terroso gradevole, il sapore delicato gradevole.

### Caratteri microscopici
Spore12-15(18) x 8-9(11) µm, limoniformi, lisce, con poro germinativo, nerastre in massa.
Basiditetrasporici, clavati.
Pleurocistidiassenti.
Cheilocistidiabbondanti, subcilindrici, subcapitati o capitati.

## Reazioni chimiche
KOH sul cappello: arancione.

## Distribuzione e habitat
Cresce, di solito a gruppetti, su terreno ben concimato, nei pascoli, sugli escrementi degli erbivori e nei loro pressi più immediati. In ambiente collinare e montano. A volte può crescere anche spontaneamente in vasi nelle città.
Specie piuttosto precoce, si sviluppa dalla primavera all'autunno.

## Commestibilità
"Non raccomandato; probabilmente non tossico ma alcune specie affini potrebbero essere lievemente allucinogene".

## Tassonomia

### Sinonimi e binomi obsoleti
- Agaricus papilionaceus Bull., Herbier de la France: tab. 58 (1781)
- Panaeolus campanulatus sensu auct. brit.; fide Checklist of Basidiomycota of Great Britain and Ireland (2005)
- Panaeolus retirugis sensu auct. brit.; fide Checklist of Basidiomycota of Great Britain and Ireland (2005)

### Specie simili
Molto simile a queste specie: Panaeolus subbalteatus, Panaeolus acuminatus, Panaeolus semiovatus, tutti coprofili e allucinogeni.